# فرودگاه شهری پلیکان رپیدز
 فرودگاه شهری پلیکان رپیدز (به انگلیسی: Pelican Rapids Municipal Airport) یک فرودگاه همگانی بهره‌برداری هوایی است که یک باند فرود چمن دارد و طول باند آن ۹۹۴ متر است. این فرودگاه در کشور ایالات متحده آمریکا قرار دارد و در ارتفاع ۴۲۳ متری از سطح دریا واقع شده است.